# Ласун (телесеріал)
Ласун (англ. Sweet Tooth) — американський телесеріал за мотивами коміксів Sweet Tooth, який вийшов на стрімінговій платформі Netflix 4 червня 2021 року. Другий сезон вийшов 27 квітня 2023 року. У травні 2023 року серіал було продовжено на останній третій сезон.

## Короткий опис сюжету
Після жахливої епідемії у світі стали народжуватися «гібридні» немовлята, які були напівлюдьми та напівтваринами. Оскільки чимало людей не могли збагнути, що з'явилося першим: вбивчий вірус чи гібридні діти, вони вирішили про всяк випадок розпочати полювання на таких дітей. Після десяти років самотнього життя гібридний хлопчик Ґас зав'язує дружбу з самітником Джеппердом. Разом вони вирушають у подорож Америкою назустріч невідомим пригодам.

## У ролях
- Крістіан Конвері — Ґас[6]
- Нонсо Анозі — Томмі Джепперд
- Аділь Ахтар[en] — доктор Сінгх
- Вілл Форте — батько Ґаса
- Данія Рамірес — Еймі
- Ніл Санділендс[en] — генерал Стівен Еббот
- Стефанія Оуен — Беар
- Алізе Веллані — Рані Сингх
- Сара Пірс[en] — доктор Белл

## Український дубляж
- Олексій Сморігін — Ґас (сезон 1)
- Владислав Васицький — Ґас (сезони 2-3)
- Дмитро Вікулов — Аді / Адітья Сінгх
- Роман Молодій — Джепперд
- Юрій Гребельник — Оповідач
- Аліса Балан — Рані (сезон 1)
- Аліса Гур'єва — Рані (сезон 2)
- Олена Борозенець — Еймі (сезон 1)
- Антоніна Якушева — Еймі (сезон 2)
- Дмитро Зленко — Расті
- Михайло Войчук — Боб, Такер
- Катерина Манузіна — Беар (сезон 1)
- Анастасія Павленко — Біар (сезон 2), Беккі (сезон 3)
- Андрій Мостренко — Еббот
- Олена Узлюк — Ненсі, Елена
- Максим Кондратюк — Даґ
- Софія Лозіна — Тайґер
- Єсенія Селезньова — Венді
- Наталія Поліщук — Белл
- Роман Чорний — Джиммі
- Дмитро Гаврилов — Джонні
- Світлана Шекера — Берді
- Алекс Степаненко — Ерл
- Галина Дубок — Фінн
- Яна Кривов'яз — Тедді, Нука
- Юрій Кудрявець — Барнс
- Людмила Петриченко — Батіста, Кассіді
- В'ячеслав Скорик — Джордан
- В'ячеслав Дудко — Халк
- Тамара Морозова — Місіс Жанг
- Юлія Перенчук — Сіана
- Катерина Качан — Роузі
- Євген Пашин — Мунак
- Анна Павленко — Джинджер
- Владислав Пупков — Рон
- Людмила Суслова — Бріджит
- Олексій Сафін — Вендер
- Євген Локтіонов — Teo
- Євгеній Лісничий — Текс
- Сергій Кияшко — Оделл
- Наталія Романько-Кисельова — Корал
- Максим Самчик — Дарвін
- Андрій Твердак — Пабба

- А також: Роман Семисал, Олександр Чернов, Петро Сова, Руслан Драпалюк, Катерина Наземцева, Катерина Петрашова, Олександр Солодкий, Марія Яценко, Дарій Канівець, Сніжана Вересоцька, Володимир Канівець, Аліна Проценко, Влад Оніщенко, Андрій Альохін, Олег Грищенко, Дмитро Тварковський, Віталій Ізмалков, Павло Голов, Сергій Гутько, Роман Солошенко, Кирило Татарченко, Едуард Кіхтенко, Вікторія Мотрук, Майя Ведернікова

Серіал дубльовано студією «Postmodern» на замовлення компанії «Netflix» у 2021—2024 роках.
- Перекладачі — Тетяна Горстка (сезон 1), Онисія Колесникова (сезон 2), Катерина Щепковська (сезон 3)
- Спеціаліст з адаптації: Катерина Чайка (сезон 3)
- Режисери дубляжу — Світлана Шекера (сезони 1, 3), Людмила Петриченко (сезон 2)
- Звукорежисер — Геннадій Алексєєв (сезон 1), Олександр Кривов'яз (сезони 2, 3)
- Спеціалісти зі зведення звуку — Дмитро Синиця (сезон 1), Олександр Кривов'яз (сезони 2, 3)
- Менеджери проєкту — Валерія Валковська (сезон 1), Юлія Зинич (сезон 2), Лаура Геворкян (сезон 3)

## Виробництво

### Розробка
У листопаді 2018 року стрімінговий сервіс Hulu оголосив про розробку пілотного епізоду серіалу, заснованого на коміксах. Сценарій до пілотного епізоду написав Джим Міклі, який став виконавчим продюсером разом з Робертом Дауні-молодшим, Сюзан Дауні, Амандою Баррелл і Ліндою Моран. Виробництвом епізоду зайнялися Team Downey і Warner Bros. Television. У квітні 2020 року стало відомо, що серіал вийде на Netflix, а не на Hulu. 12 травня 2020 року Netflix замовила виробництво восьми епізодів, а Юан Мур став продюсером серіалу. 29 квітня 2021 року було оголошено, що серіал вийде 4 червня 2021 року.

### Підбір акторів
12 травня 2020 року було оголошено, що в серіалі зіграють Крістіан Конвері, Нонсо Анозі, Аділь Ахтар і Вілл Форте, а Джеймс Бролін стане оповідачем серіалу . 30 липня 2020 року до акторського складу приєдналася Данія Рамірес . У серпні стало відомо, що в серіалі зніметься Ніл Санділендс. 30 вересня до акторської команди приєдналася Стефанія Оуен . 2 листопада 2020 року Алізе Веллані була призначена на одну з регулярних ролей.

### Зйомки
У липні 2020 року влада Нової Зеландії дозволили почати зйомок, попри обмеження, пов'язані з пандемією COVID-19 . Проте згодом зйомки були призупинені в зв'язку з пандемією, але 1 жовтня 2020 року робота над серіалом була продовжена .

## Список епізодів

### Сезон 1 (2021)
| № серії | Назва серії                                                    | Режисер(и)       | Сценарист(и)                 | Оригінальна дата виходу |
| --- | -------------------------------------------------------------- | ---------------- | ---------------------------- | ----------------------- |
| 1 | «Із глибокого лісу» «Out of the Deep Woods»                    | Джим Мікл        | Джим Мікл                    | 4 червня 2021 року      |
| Новий смертельний вірус починає ширитись світом. Одним з перших з ним стикається лікар Сінгх під час огляду пацієнтки. В той самий час починаються народжуватися діти-гібриди. Вони напівлюди і водночас напівтварини. Ніхто не може з'ясувати, чи пов'язані ці події між собою, але є ті, хто вважає, що вірус спричиняють саме гібриди. До Єллоустонського парку тікає чоловік з хлопчиком-гібридом Ґасом, дитина має на голові оленячі роги та вуха. Лікар Сінгх помічає у своєї дружини Рані перший симптом вірусу - тремтіння лівого пальця і поспішає з нею до лікарні. Ґас і його батько, якого він кличе Пабба, живуть разом у лісі. Пабба насторожено ставить до зовнішнього світу і навчає цьому свого сина, але цікавість Ґаса бере над ним гору і якось він виходить за огорожу слідом за оленем, вважаючи його своєю мамою. Пабба знаходить свого сина, але одразу після цього бачить чужинця біля огорожі. Той намагається переконати Паббу, що шукає тут свою сестру, але в розмові згадує гібридів і стверджує, що вони винні у хворобі, яка вбиває людей останні десять років. Після того, як чужинець іде геть, на огорожі з'являються мітки, Пабба розуміє, що це позначене їх місцезнаходження. Він ховає Ґаса в домі, а саме іде слідом за чужинцем. Пабба вбиває чоловіка, але заражається вірусом і помирає одразу після повернення додому. Деякий час Ґас живе сам, проте якось випадково розпалює багаття, яке помічають мисливці. Хлопчику допомагає колишній мисливець Томмі Джепперд, якого Ґас кличе Велетом. Він розповідає йому, що хоче знайти маму, але має лише карту з позначкою і фото з мами з підписом Колорадо, отримані від батька. Попри небажання Велета, Ґас покидає свій дім і іде слідом за ним. |                                                                |                  |                              |                         |
| 2 | «Вибачте за купу трупів» «Sorry About All the Dead People»     | Джим Мікл        | Джим Мікл, Бет Шварц         | 4 червня 2021 року      |
| До Великого Краху Еймі працювала психологом. Після поширення вірусу, вона забарикадувалась у своєму кабінеті і тижнями не покидала його. Коли, зрештою, вона наважилась вийти, то побачила безлюдне місто по якому вільно ходили слони. Це надихнуло Еймі піти до зоопарку і зробити його своїм новим домом. Ґас продовжує іти за Велетом і просить відвести його в Колорадо. Вони приходять до туристичної бази, в якій живе сімейна пара з хлопчиком трохи старшим за Ґаса. Мати впізнає в Велеті Останню Людину (мисливці на дітей-гібридів) через клеймо на грудях. Велет просить лишиться на одну ніч, щоб перечекати зливу і стверджує, що він вже давно покинув мисливців. Батько впізнає в Велеті колишнього відомого футболіста. Лікар Сінгх протягом багатьох років намагається вилікувати Рані за допомогою експериментальних ліків. Коли він іде за наступною порцією ліків для дружини, лікар Бел просить продовжити її справу, оскільки вона смертельно хвора. Всі свої спроби створити ліки вона детально описала у книзі, яку віддає Сінгху. Сінгх вагається, оскільки експерименти в книзі жахливі і суперечать всьому, у що вірить лікар. Велет хоче лишити Ґаса на базі, сім'я готова потурбуватись про нього. Проте вночі Останні Люди нападають на базу і намагаються забрати хлопчика. Велет вбиває усіх, але розуміє, на яку небезпеку присутність Ґаса наразить невинних людей. Він іде звідти разом з хлопчиком. Еймі знаходить дитину-гібрида біля зоопарку. |                                                                |                  |                              |                         |
| 3 | «Оленячі вибрики» «Weird Deer S**t»                            | Алексіс Остандер | Майкл Р. Перрі               | 4 червня 2021 року      |
| Ґас і Велет ідуть на вокзал з якого їде потяг в Колорадо. Велет маскує хлопчика, щоб ніхто не впізнав у ньому гібрида. Ґас зустрічає молоду дівчину, яка розуміє, хто він. Лікар Сінгх починає працювати з Останніми Людьми, які привозять йому припаси для роботи. Сінгх з дружиною ідуть на вечірку до сусідів, але раптом бачать симптоми хвороби у одного з учасників. Будинок, де була вечірка, підпалюють разом з інфікованим чоловіком усередині. Ґас сідає в потяг і відчуває запах ліків у коробках. Поки Велет викрадає частину ліків, їх помічають Останні Люди. Мисливці везуть Велета з хлопчиком через ліс, де на них нападають підлітки у костюмах тварин. Лідером у костюмі ведмедя виявляється дівчина, яка була на вокзалі. |                                                                |                  |                              |                         |
| 4 | «Таємний інгредієнт» «Secret Sauce»                            | Тоа Фрейзер      | Джастін Бойд та Гейлі Гарріс | 4 червня 2021 року      |
| Дівчинка в костюмі ведмедя наказує групі застрелити Велета, але Ґас протестує. Дівчина-ведмідь слухається хлопчика, попри незадоволення іншої дівчини в костюмі тигра. Дівчина-ведмідь показує Ґасу їх дім у покинутому тематичному парку та розповідає йому про те, що вона є лідером Армії Тварин, яка пообіцяла захищати гібридів будь-якою ціною. Дівчина-тигр продовжує тиснути на Дівчину-ведмедя стосовно вбивства Велета, але Дівчина-ведмідь каже, що хоче зрозуміти, чому Ґас захищає браконьєра. Лікар продовжує спроби зробити ліки для своєї хворої дружини, але безуспішно, оскільки йому потрібен живий гібрид для дослідів. Допитлива сусідка подружжя Ненсі каже Сінгхам, що хоче щотижня проводити обов’язкове тестування на віруси. Еймі виховує гібридну дівчинку Венді в міському зоопарку я к власну дитину. Одного разу вночі Еймі чує шум і підозрює, що в будівлі є зловмисники, але Венді розповідає, що це її друг Боббі - тварина, яка вміє говорити. Дівчина-ведмідь розповідає Ґасу, що Велет колись був Останньою Людиною і завдавав шкоди гібридам, але Ґаса це не хвилює. Він впевнений, що зараз Велет його друг і не завдасть більше шкоди гібридам. Під час страти Велета Дівчина-ведмідь каже, що вона не віддасть наказу на вбивство, оскільки це завдасть шкоди Ґасу. Це призводить до перевороту під проводом Дівчини-тигра, який намагається продовжити страту. Велета та Ґас тікають, а Дівчина-ведмідь покидає Армію тварин і йде слідом за ними. Ненсі дізнається, що Рані хвора, вони сперечаються перед будинком Сінгхів і в цей момент кінь випадково забиває її до смерті. Сінгхи ховають її тіло.                                                                                            |                                                                |                  |                              |                         |
| 5 | «Що в морозильній камері?» «What's in the Freezer?»            | Робін Грейс      | Крістіна Гам                 | 4 червня 2021 року      |
| Генерал Еббот звинувачує лікарку Белл у стимулюванні смертельної хвороби і вимагає віддати йому записник з описом її дослідів. Вона зізнається, що лишила записник лікарю Сінгху і намагається пояснити йому, що гібриди звичайні діти. Генерал Еббот вбиває лікарку. Джепперд дякує Ґасу за підтримку в таборі Армії Тварин і обіцяє супроводити його до Колорадо. Дівчина-ведмідь знаходить Ґаса і Велета і дає їм останню відому адресу Берді. Дівчина-ведмідь також показує їм дорогу до залізниці для потяга до Колорадо, але шлях проходить через Долину Скорботи. Це місце з фіолетовими квітами, які виростають на місцях померлих від вірусу. Ґас виходить на хиткий міст, що перетинає Долину Скорботи, але падає в пурпурові квіти. Еймі та Венді продовжують будувати Заповідник для гібридів, але Венді турбує, що вона не схожа на інших. Останні люди знаходять і позначають Заповідник. Перебуваючи без свідомості, Ґас бачить Паббу, який просить його лишатись сміливим, щоб допомогти іншим гібридам. Після цього у дзеркалі, де був Пабба, він бачить генерала Еббота. Пабба попереджає його, що Еббот прийде, але Ґас готовий до цього. Велет та Дівчина-ведмідь рятують Ґаса від квітів. Сінгхи продовжують приховувати зникнення Ненсі, її оголошують зниклою безвісти. Доктор Сінгх очікує доставки гібрида, щоб врятувати Рані, стан якої погіршується, але Останні люди лишають записку, що у них закінчилися гібриди. Мешканці міста знаходять Ненсі в морозилці, доктор Сінгх намагається переконати їх, що Ненсі була хвора і вони мусили її заховати. У Рані з’являються симптоми і мешканці це помічають. Вони зв’язують їх усередині та підпалюють будівлю. Останні люди та Еббот рятують Сінгхів.            |                                                                |                  |                              |                         |
| 6 | «Підозрілий незнайомець у потязі» «Stranger Danger on a Train» | Джим Мікл        | Ноа Гриффіт та Деніел Стюарт | 4 червня 2021 року      |
| Велет, Дівчина-ведмідь і Ґас встигають сісти на потяг, що рухається до Колорадо, але в цьому ж потягу їдуть Останні Люди. Сінгх блефує, що працює над ліками, які не описані в книзі, щоб переконати генерала Еббота не вбивати їх з Рані. У потязі Велет зустрічає друга і колишнього футболіста на ім’я Джиммі «Товстун» Джейкобс. Ґас засмучений через втрату свого опудала собаки, якого зробив йому Пабба, і відходить від групи, щоб пошукати його. Еймі розуміє, що їх знайшли Останні люди і що заповідник більше не безпечний. Шукаючи Ґаса, Джиммі запитує про дружину Джепперда, його дитину та інших спільних друзів. Джиммі також розповідає про можливе місцезнаходження матері Ґаса Берді. Велет рятує Пса для Ґаса, але Останні Люди помічають його. Джиммі притримує двері для групи, щоб вони могли зіскочити з поїзда після чого бореться з Останніми людьми. Еймі, Венді та інші гібриди Заповідника збираються та втікають через тунелі, Еймі залишається позаду. Велет, Ґас і Дівчина-ведмідь досягають графства Ессекс, і Велет пропонує Дівчині-ведмедю залишитися з ними. |                                                                |                  |                              |                         |
| 7 | «Коли Пабба зустрів Берді» «When Pubba Met Birdie»             | Тоа Фрейзер      | Бет Шварц                    | 4 червня 2021 року      |
| Спогад про експедицію на Аляску показує, що в стрижнях льоду було знайдено щось. Лід упаковують і відправляють до науково-дослідного центру Форт-Сміт, де Пабба працює прибиральником. Одного разу Пабба зустрічає Берді в барі, де він називає себе Річардом і просить вибачення за те, що підслуховував її попередню розмову з Джуді. Берді розповідає, що вона генетик, працювала над важливим проектом, але тепер її перевели в інший відділ. Берді розповідає Річарду, що вона знайшла унікальний мікроб для вакцини. Це відкриття може або врятувати світ, або стати причиною катастрофи. Річард проводжає Берді додому. Вони зближуються й майже цілуються, але їй дзвонять і повідомляють, що військові захоплюють лабораторію. Річард пропонує їй допомогти врятувати її проект. Велет, Ґас і Дівчина-ведмідь приходять до колишнього будинку Берді, але зараз там живе лише Джуді, колишня колега Берді. Сама Берді зникла 10 років тому, коли вирушила шукати Ґаса. У спогаді Берді показує Річарду несподіваний результат їхнього проекту, яким є дитина Ґас. Назва «Gus» розшифровується як Genetic Unit Series (Генетична одиниця). Річард відволікає увагу військовослужбовців, щоб Берді могла втекти з Ґасом, але вона просить Річарда взяти хлопчика, щоб вона могла повернутися до лабораторії і знищити своє дослідження. У сьогоденні Ґас переглядає файли Берді та збентежений тим, що бачить. Велет пояснює хлопчику, що його створили вчені в лабораторії. Ґас засмучений тим, що у нього немає справжніх батьків і тікає до лісу. |                                                                |                  |                              |                         |
| 8 | «Велет» «Big Man»                                              | Джим Мікл        | Джим Мікл                    | 4 червня 2021 року      |
| Флешбеки показують, що коли почався Велика Крах, Велет ледь не покинув свого гібридного малюка. Зрештою він передумав, але коли повернутися до своєї дружини та сина, Останні Люди вже забрали їх. Ґас знаходить покинутий літак і використовує його радіо; вважаючи, що розмовляє із Заповідником, він ненавмисно повідомляє своє місцезнаходження армії Останніх людей. Емі бореться проти генерала Еббота та його армії останніх людей. Їй вдається втекти, але гібриди, якими вона опікувалася, опиняються в полоні. Генерал Еббот також захоплює Сінгха та Рані та змушує Сінгха почати працювати над ліками. Велет знаходить Ґаса, однак Останні люди стріляють у Велета та забирають Ґаса. Еймі забирає Велета і рятує його. Виявляється, що Еймі перехоплювала безкоштовний радіозв’язок армії Останніх людей і так дізналась про Ґаса. Коли Велет прокидається, Еймі просить його відпочити та обіцяє, що вони повернуть своїх дітей у будь-який спосіб. Дівчина-ведмідь згадує своє дитинство, сестру, яка народилась зі Свинячим Хвостом і Останніх людей, які забрали її сім'ю. На телефон приходить повідомлення від Берді, яка зараз проводить дослідження в арктичній зоні. |                                                                |                  |                              |                         |

### Сезон 2 (2023)
| № серії (загалом) | № серії (в сезоні) | Назва серії                   | Режисер(и)   | Сценарист(и)                                     | Оригінальна дата виходу |
| ----------------- | ------------------ | ----------------------------- | ------------ | ------------------------------------------------ | ----------------------- |
| 9                 | 1                  | «В неволі»                    | Джим Мікл    | Джим Мікл                                        | 27 квітня 2023          |
| 10                | 2                  | «У глибини лісу»              | Тоа Фрейзер  | Карлі Вудворлз                                   | 27 квітня 2023          |
| 11                | 3                  | «Курка чи яйце?»              | Карол Банкер | Оан Лі                                           | 27 квітня 2023          |
| 12                | 4                  | «Поганий велет»               | Робін Грейс  | Ноа Гриффіт & Деніел Стюарт & Заіке ЛаПорте Айрі | 27 квітня 2023          |
| 13                | 5                  | «Жертви»                      | Кіаран Фой   | Бо Єн Кім & Еріка Ліпполдт                       | 27 квітня 2023          |
| 14                | 6                  | «Як усе почалося та як стало» | Тоа Фрейзер  | Ноа Гриффіт & Деніел Стюарт                      | 27 квітня 2023          |
| 15                | 7                  | «Я знайду вас»                | Robyn Grace  | Оан Лі & Карлі Вудворлз                          | 27 квітня 2023          |
| 16                | 8                  | «Балада про Останніх Людей»   | Карол Банкер | Джим Мікл & Бо Єн Кім & Еріка Ліпполдт           | 27 квітня 2023          |

### Сезон 3 (2024)
| № серії (загалом) | № серії (в сезоні) | Назва серії                                           | Режисер(и)     | Сценарист(и)                                | Оригінальна дата виходу | Код серії      |
| ----------------- | ------------------ | ----------------------------------------------------- | -------------- | ------------------------------------------- | ----------------------- | -------------- |
| 17                | 1                  | «Початок — це кінець» «The Beginning Is also the End» | Буде визначено | Ноа Гріффіт, Деніель Стюарт                 | 6 червня 2024           | Буде оголошено |
| 18                | 2                  | «Простий хлопець» «Thank God I'm a Country Boy»       | Буде визначено | Зайке Лапорт Ейрі                           | 6 червня 2024           | Буде оголошено |
| 19                | 3                  | «Зграя» «The Pack»                                    | Буде визначено | Карлі Вудуерт                               | 6 червня 2024           | Буде оголошено |
| 20                | 4                  | «За морем» «Beyond the Sea»                           | Буде визначено | Ксенія Мельник, Ноа Гріффіт, Деніел Стьюарт | 6 червня 2024           | Буде оголошено |
| 21                | 5                  | «Серце вказало» «The Tail-Tale Heart»                 | Буде визначено | Оанх Лі, Деніел Джі Кінг                    | 6 червня 2024           | Буде оголошено |
| 22                | 6                  | «Тут живуть чудовиська» «Here There Be Monsters»      | Буде визначено | Бо Йон Ким, Еріка Ліпполдт                  | 6 червня 2024           | Буде оголошено |
| 23                | 7                  | «Кінець шляху» «The Road Ends Here»                   | Буде визначено | Ноа Гріффіт, Деніел Стюарт                  | 6 червня 2024           | Буде оголошено |
| 24                | 8                  | «Це історія» «This Is a Story»                        | Буде визначено | Джим Мікл                                   | 6 червня 2024           | Буде оголошено |

## Реакція
Серіал отримав позитивні відгуки більшості критиків .
| сезон | Відгуки критиків   | Відгуки критиків   |
| сезон | Rotten Tomatoes    | Metacritic         |
| ----- | ------------------ | ------------------ |
| 1     | 97 % (37 відгуків) | 78 % (18 відгуків) |